# Ibi deficit orbis
La locuzione latina ibi deficit orbis, tradotta letteralmente, significa qui termina il mondo.
Nell'antichità classica il mondo finiva con le "Colonne d'Ercole", nome dato dagli antichi greci ai due promontori che delimitano lo stretto di Gibilterra. Secondo la leggenda erano due colonne che Ercole stesso, in ricordo delle sue imprese, aveva eretto su entrambe le parti dello stretto, a Ceuta e, sull'opposta sponda, nei pressi di Gibilterra, per indicare il limite invalicabile delle terre allora conosciute.
Oggi la frase viene talvolta utilizzata per evidenziare i limiti di ciò che una persona conosce circa un fatto o una materia e perciò non può o non vuole superarli nel descriverne o nel trattarne i termini.